# Municipio de Moreau (Dakota del Sur)
El municipio de Moreau (en inglés: Moreau Township) es un municipio ubicado en el condado de Perkins en el estado estadounidense de Dakota del Sur. En el año 2010 tenía una población de 20 habitantes y una densidad poblacional de 0,11 personas por km².

## Geografía
El municipio de Moreau se encuentra ubicado en las coordenadas 45°12′43″N 102°17′19″O / 45.21194, -102.28861. Según la Oficina del Censo de los Estados Unidos, el municipio tiene una superficie total de 186.59 km², de la cual 186,53 km² corresponden a tierra firme y (0,03 %) 0,06 km² es agua.

## Demografía
Según el censo de 2010, había 20 personas residiendo en el municipio de Moreau. La densidad de población era de 0,11 hab./km². De los 20 habitantes, el municipio de Moreau estaba compuesto por el 75 % blancos, el 25 % eran de otras razas. Del total de la población el 25 % eran hispanos o latinos de cualquier raza.